# Stade du 20-Août-1955 (Alger)
Pour les articles homonymes, voir Stade du 20-Août-1955.
Le stade du 20-Août-1955 (en arabe : ملعب 20 أغسطس 1955) est un stade situé en plein centre d'Alger (commune de Belouizdad) dans le quartier des Annassers. Il est l'un des plus anciens stades d'Algérie. Il peut contenir vingt mille spectateurs. Trois clubs algérois y jouent leurs matchs : le CR Belouizdad, le NA Hussein Dey et l'OMR El Anasser.

## Incidents

### Accident du 26 novembre 1982
Le 26 novembre 1982, lors d'un match opposant le NAHD au MCA, la toiture du virage Sud s'effondre sous le poids de centaines de supporters. L'incident a fait treize morts et une dizaine de blessés. 

### Incidents du 22 aout 2019
Le 22 août 2019, lors d'un concert du chanteur Soolking, une bousculade est survenue à l'entrée du stade, bilan 5 morts et 118 blessés. À la suite de l'incident, le directeur général de l'ONDA Sami Bencheikh El Hocine et le directeur général de la police algérienne Abdelkader Kara Bouhadba ont été limogés et la ministre de la Culture, Meriem Merdaci a démissionné.
À peine une semaine plus tard, le 28 août, un enfant de quatre ans est mort à la suite de la chute d'une porte métallique du stade. L'accident est survenu vers 14 h 50, lorsque l'enfant est de passage avec sa mère au niveau du stade. Gravement blessé à la tête, l'enfant a succombé à ses blessures, après avoir été évacué par les agents de la Protection civile à la polyclinique des Annasser.
Le 29 août 2019, le maire de Belouizdad ordonne la fermeture du stade jusqu'à nouvel ordre et le limogeage de son directeur à la suite des deux accidents qui ont fait six morts.

## Matches notables accueillis
Avant l'inauguration du stade du 5-Juillet-1962 le 17 juin 1972, le stade du 20-Août-1955 abritait la plupart des rencontres importantes de l'équipe d'Algérie, ainsi que les finales de Coupe d'Algérie. L'enceinte abrita également la finale du premier championnat d'Algérie. 
| Date              | Match                 | Résultat | Type                                      |
| ----------------- | --------------------- | -------- | ----------------------------------------- |
| 27 décembre 1964  | Algérie - Tunisie     | 1 - 0    | Qualifications aux Jeux africains de 1965 |
| 29 mars 1966      | Algérie - FC Nantes   | 0 - 2    | Tournoi international (Air Algérie)       |
| 12 mars 1967      | Algérie - Haute-Volta | 3 - 1    | Qualifications à la CAN 1968              |
| 26 novembre 1967  | Algérie - Libye       | 2 - 1    | Qualifications aux JO d'été 1968          |
| 17 novembre 1968  | Algérie - Tunisie     | 1 - 2    | Qualifications à la CM 1970               |
| 9 mars 1969       | Algérie - Maroc       | 2 - 0    | Qualifications à la CAN 1970              |
| 28 septembre 1969 | Algérie - Égypte      | 1 - 1    | Qualifications à la CAN 1970              |
| 10 décembre 1970  | Algérie - Maroc       | 3 - 1    | Qualifications à la CAN 1972              |
| 29 mars 1971      | Algérie - Mali        | 2 - 2    | Qualifications aux JO d'été 1972          |